# Йохан II фон Юлих-Хайнсберг
Йохан II (Ян) фон Юлих-Хайнсберг (на немски: Johann II Herr von Jülich, Heinsberg; * пр. 1384, Хайнсберг, Северен Рейн-Вестфалия; † 24 юни 1438) от род Спанхайми, е граф на Лоон-Хайнсберг, господар на Юлих-Хайнсберг, Льовенберг и Генеп, Даленбройх в Нидерландия и в Северен Рейн-Вестфалия.

## Произход
Той е син на граф Готфрид II фон Лоон-Хайнсберг († 1395) и съпругата му принцеса Филипа фон Юлих († 1390), дъщеря на херцог Вилхелм I фон Юлих († 1361) и Йохана фон Холандия-Хенегау († 1374), правнучка на френския крал Филип III (1245 – 1285).
Погребан е в църквата Св. Гангулфус в Хайнсберг.

## Фамилия
Първи брак: през 1390 г. с Маргарета фон Генеп († 4 октомври 1419), наследничка на Генеп, вдовица на Йохан фон Линден († пр. 1390), дъщеря на Йохан ван Генеп († сл. 1361). Те имат децата:
- Йохан III фон Хайнсберг-Льовенберг († 1 май 1443), женен за Валпург фон Мьорс († 20 април 1453)
- Филипа фон Хайнсберг († 14 януари 1464/25 януари 1472), омъжена 1402 г. за Вилхелм II фон Изенбург-Браунсберг-Вид († 22/23 октомври 1462)
- Вилхелм I фон Хайнсберг († 24 април 1438/1439), 1407 г. граф на Бланкенхайм, женен пр. 21 декември 1407 г. за Елизабет фон Бланкенхайм († сл. 22 юли 1459)
- Йохан VIII фон Хайнсберг († 10 октомври 1459), епископ на Лиеж (1419 – 1455)

Втори брак: пр. 14 декември 1423 г. с графиня Анна фон Золмс-Браунфелс († пр. 25 ноември 1433), вдовица на граф Герхард I фон Сайн († 1419), дъщеря на граф Ото I фон Золмс-Браунфелс († 1410) и Агнес фон Фалкенщайн († 1409). Те имат три дъщери:
- Мария фон Лоон-Хайнсберг (* пр. 1424; † 20 април 1502), омъжена на 17 февруари 1440 г. за граф Йохан IV фон Насау-Диленбург, господар на Бреда († 1475)
- Якоба фон Хайнсберг (* пр. 1459/1446; † 3 март 1466), абатиса на Торн
- Йохана фон Хайнсберг, омъжена за Йохан фон Шлайден

Той има и дъщерята:
- Елизабет фон Хайнсберг († сл. 1429), омъжена за Арнолд фон Хуерн